# Wilhelm Arning

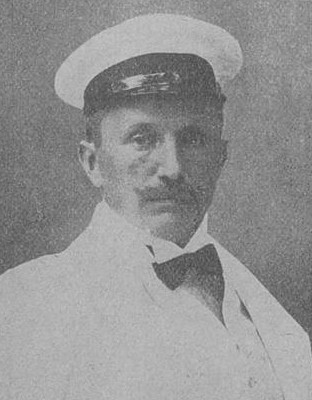
Wilhelm Arning, um 1908

Heinrich Friedrich Wilhelm Arning (* 20. Dezember 1865 in Hannover; † 11. November 1943 ebenda) war ein deutscher Mediziner und Politiker. 

## Leben
Er war der Sohn des Gastwirts Christoph Arning. Von 1872 bis 1884 besuchte er das Gymnasium Lyzeum I in Hannover, anschließend studierte er an den Universitäten Göttingen, Leipzig, Kiel, München, Rostock und Würzburg. Von Anfang 1892 bis 1896 war er Arzt in der ostafrikanischen Schutztruppe und dann bis 1899 in Göttingen, später war er als Augenarzt in Hannover tätig.
Arning war Mitglied der Deutschen Kolonialgesellschaft. Bei einer Reise nach Afrika, wo er den Maji-Maji-Aufstand erlebte, und Kleinasien war er kolonialschriftstellerisch tätig.
1906 errichtete der Architekt Wilhelm Mackensen für Arning eine Villa unter der Adresse  Corvinusstraße 5 (heute: Ludwig-Barnay-Straße 8) Ecke Bristoler Straße.
Von 1907 bis 1912 war Arning Mitglied Deutschen Reichstags für den Wahlkreis Hannover 7 (Nienburg, Neustadt am Rübenberge, Fallingbostel) und die Nationalliberale Partei. Von 1908 bis 1918 war er auch Mitglied des Preußischen Abgeordnetenhauses.
Dieses Mandat konnte er aber zeitweise nicht wahrnehmen. 1914 wurde er auf einer Reise in Deutsch-Ostafrika vom Krieg überrascht, war in der Folge als Arzt bei der Truppe tätig und geriet 1917 in britische Gefangenschaft, in der er bis 1920 verblieb. Zwischen 1927 und 1933 war er Leiter der Deutschen Kolonialschule Witzenhausen. 1925 bis Oktober 1928 war er Mitglied im Provinziallandtag der Provinz Hannover. Nachdem er das Mandat niedergelegt hatte, rückte Friedrich Klinge für ihn nach.
1907 nahm er an der 20. Generalversammlung des Evangelischen Bundes in Worms teil.

## Veröffentlichungen
- Marokko-Kongo. Leipzig 1912.
- Deutsch-Ostafrika gestern und heute. Berlin 1936.